# Zysk netto
Zysk netto (ang. net profit) – wyrażona w jednostkach pieniężnych pozycja w rachunku zysków i strat przedsiębiorstwa, oznaczająca wartość wyniku finansowego. Na podstawie jego wysokości ocenia się rentowność przedsiębiorstwa i przeprowadza jego wycenę. Wysokość zysku netto jest miernikiem opłacalności firmy.
Zysk netto przedsiębiorstwa oblicza się wedle następującego schematu:
Przychody ze sprzedaży – koszty uzyskania przychodu (np. produkcji i sprzedaży) = zysk brutto
Zysk brutto – należne podatki = zysk netto przedsiębiorstwa
Przykład: Przedsiębiorstwo w danym roku obrotowym osiągnęło przychody ze sprzedaży w kwocie 500 000 zł. Koszty produkcji i sprzedaży wyniosły 250 000 zł. Zysk brutto przedsiębiorstwa wyniósł 250 000 zł, a należne podatki 100 000 zł. Zysk netto przedsiębiorstwa wynosi zatem 150 000 zł.
Wynik zysku netto może mieć charakter:
- Ujemny (negatywny) – powoduje zmniejszenie kapitału, nazywany jest też stratą. Uniemożliwia rozwój przedsiębiorstwa, oznacza w praktyce, iż koszty prowadzenia działalności są wyższe niż osiągane przychody, a przedsiębiorstwo może być nierentowne lub nieodpowiednio zarządzane[1].
- Dodatni (pozytywny) – jest podstawowym celem każdego przedsiębiorstwa, umożliwia jego rozwój, podejmowanie inwestycji. Dodatni zysk netto może zostać wypłacony właścicielom przedsiębiorstwa lub akcjonariuszom w postaci dywidend[4].